# ألونسو هاينز
ألونسو هاينز (بالإسبانية: Alonso Heinze)‏ هو راكب الكنو مكسيكي، ولد في 15 فبراير 1948.

## وصلات خارجية
- ألونسو هاينز على موقع أوليمبيديا (الإنجليزية)